# Malausa
Malausa (en francès Malause) és un municipi francès situat al departament de Tarn i Garona i a la regió d'Occitània.

## Demografia
| 1962                                       | 1968 | 1975 | 1982 | 1990 | 1999 | 2008 |
| ------------------------------------------ | ---- | ---- | ---- | ---- | ---- | ---- |
| 793                                        | 824  | 762  | 742  | 843  | 871  | 946  |
| Des de 1962: població sense dobles comptes |      |      |      |      |      |      |

## Administració
| Període   | Identitat             | Partit |
| --------- | --------------------- | ------ |
| 1995-2008 | Lucien Boussac        |        |
| 2008-     | Marie-Bernard Maerten |        |